# 広島県道385号内浦箱崎港線
広島県道385号内浦箱崎港線（ひろしまけんどう385ごう うちうらはこざきこうせん）は、広島県福山市を通る一般県道である。

## 概要
福山市内海町にある田島を通る。

### 路線データ
- 起点：福山市内海町（広島県道386号田島循環線交点）
- 終点：福山市内海町（箱崎港）
- 総延長：約3.6 km

## 歴史
- 1982年（昭和57年）3月23日 - 広島県告示第323号により認定される。

前身は広島県道386号箱崎横田港線。本路線に移行しなかった部分は広島県道386号田島循環線と広島県道391号内海沼隈線に再編された。
- 2003年（平成15年）2月3日 - 沼隈郡内海町が福山市に編入されたことに伴い起終点の地名表記が変更される。

## 路線状況
クレセントビーチの先で狭隘部分があるが、市道で迂回できる。

## 地理

### 通過する自治体
- 福山市

### 交差する道路
| 交差する道路            | 交差する場所 | 交差する場所 |
| ----------------------- | ------------ | ------------ |
| 広島県道386号田島循環線 | 内海町       | 終点         |

### 沿線
- 福山市役所 内海支所内浦分所
- 内浦郵便局
- クレセントビーチ
- 箱崎港